# 木下俊懋
木下 俊懋（きのした としまさ）は、豊後国日出藩11代藩主。官位は従五位下、主計頭。

## 経歴

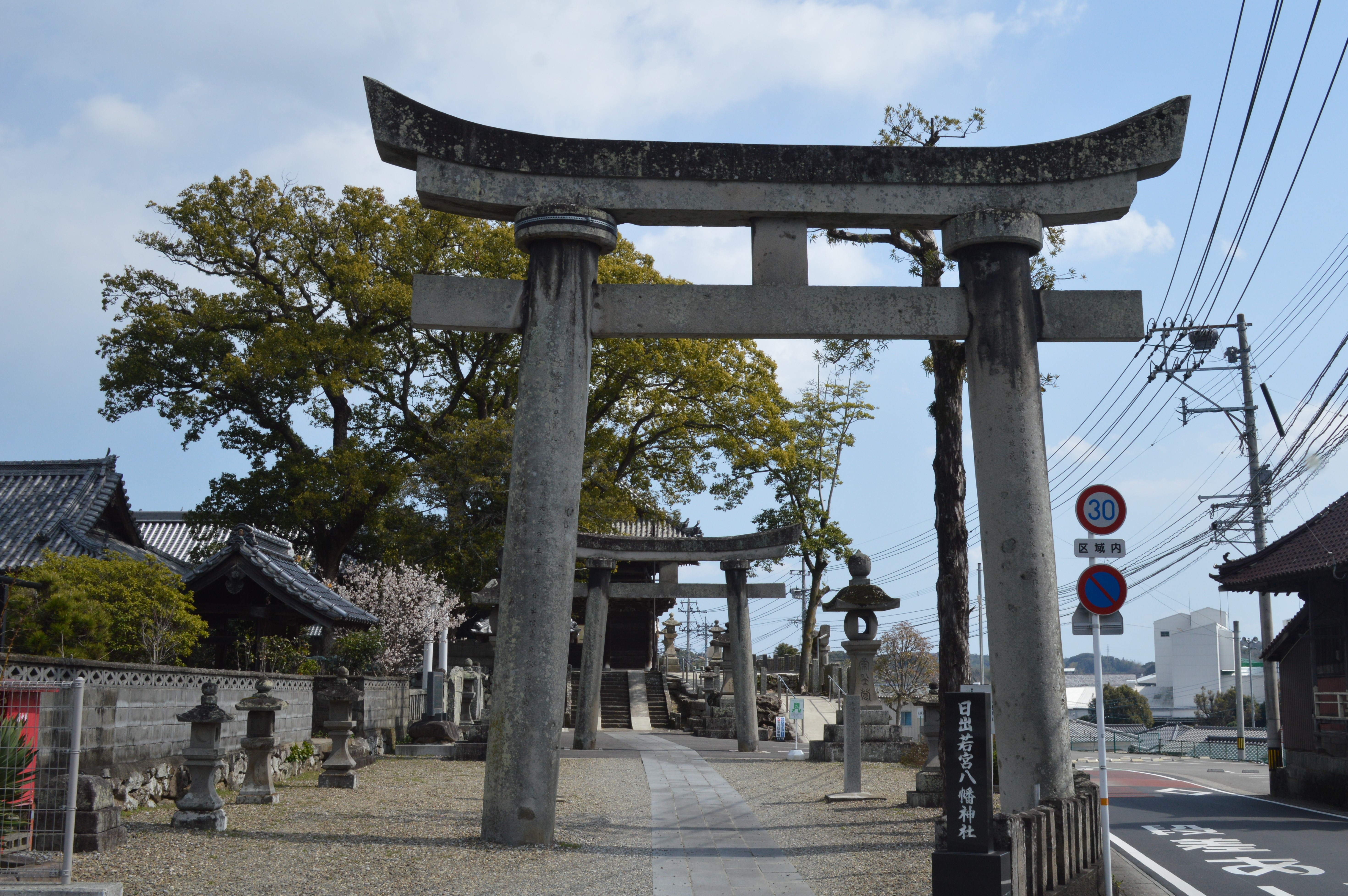
日出若宮八幡神社に寄進した鳥居

幼名は千勝。初名は俊茂。安永5年（1776年）、俊胤の死により跡を継いで日出藩11代藩主となった。天明2年（1782年）5月に俊懋と改名した。寛政6年（1794年）には日出若宮八幡神社に鳥居を寄進した。
藩政においては藩財政が悪化したり、藩主の早世などが相次いで混乱していた藩政を再建するため、殖産興業政策や塔ノ平池の治水工事、藩校である稽古堂の創設や製紙産業の育成に努めている。文化7年（1810年）3月10日、次男の俊良に家督を譲って隠居し、文政5年（1822年）7月3日に51歳で死去した。法号は謙徳院。墓所は大分県速見郡日出町の松屋寺。

## 系譜
父母
- 木下俊胤（父）
- 於久 ー 木下俊泰の養女、木下利忠の娘

正室
- 鐵 ー 太田資愛の娘

側室
- ウメ
- 歌

子女
- 木下俊賢（長男）
- 木下俊良（次男）生母はウメ（側室）
- 木下俊敦（四男）生母は歌（側室）
- 吉川経礼正室